# Sport Club Brasil
Sport Club Brasil foi uma agremiação esportiva do bairro da Urca, da cidade do Rio de Janeiro. Fundada em 18 de novembro de 1912, era representada pelas cores branca e vermelha.

## História

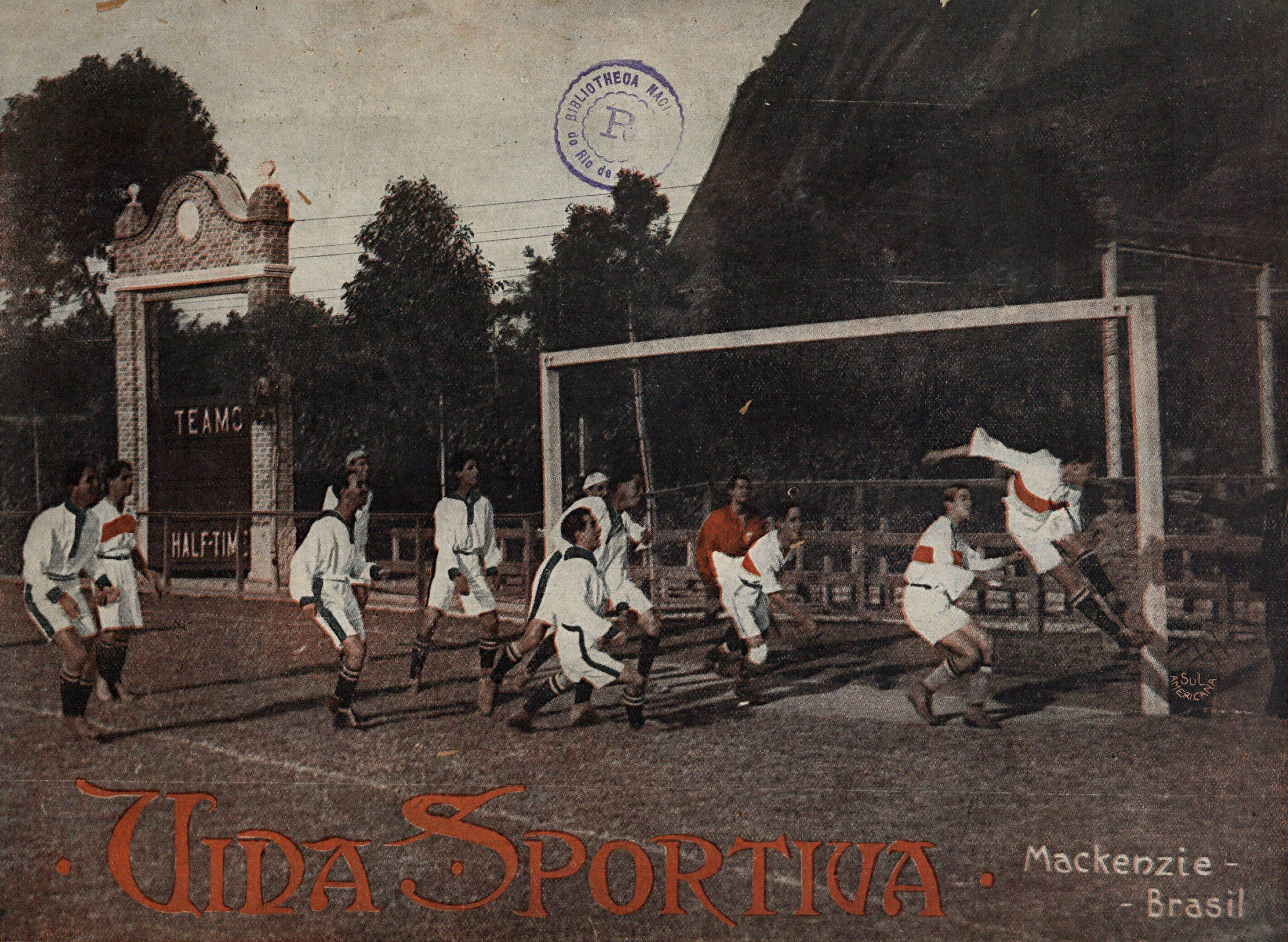
Jogo contra o Mackenzie no Estádio da Praia Vermelha em 1918

Pertencente à Urca, bairro da zona sul da cidade do Rio de Janeiro, disputou os campeonatos cariocas de 1923 e 1934. Em 1935 fechou o departamento de futebol, e dois anos depois encerrou as atividades.
Seu uniforme era composto por uma camisa branca com uma faixa horizontal vermelha, calções brancos e meias brancas contendo o monograma S.C.B. em vermelho no peito. Por conta de seus trajes, era conhecido como o "Clube da Faixa Rubra".
Seus títulos no futebol foram o Campeonato Carioca de Juvenis, atual Juniores, de 1932 e o Campeonato Carioca de 2º Quadros da 3ª Divisão de 1916.

## Ídolos
- Nilo Murtinho Braga (1922 e a partir de setembro de 1923);

Obs: Nilo Murtinho Braga disputou o Campeonato Carioca de 1923 pelo Botafogo Futebol Clube entre abril e agosto.
- Leônidas da Silva atuou pelo SC Brasil no 1° semestre de 1935. Posteriormente, em junho do mesmo ano, ingressou no Botafogo e foi tetracampeão carioca (1935);

## Basquetebol
O SC Brasil ganhou o campeonato estadual de basquete em 1928. Participou no campeonato até 1937;

## Títulos
- Campeão Carioca de Juvenis, atual Juniores, de 1932;
- Campeão Carioca de 2º Quadros da 3ª Divisão de 1916;